# San Leonardo
San Leonardo (friuli nyelven San Lenart) település Olaszországban, Friuli-Venezia Giulia régióban, Udine megyében. Lakosainak száma 1027 fő (2023. január 1.). San Leonardo Grimacco, Savogna, Stregna, Prepotto és San Pietro al Natisone községekkel határos.

## Népesség
A település népességének változása:
| Lakosok száma | 1117 | 1110 | 1027 |
|               | 2017 | 2018 | 2023 |